# 皮萨尼
皮萨尼（法語：Pisany，法語發音：[pizani]）是法国滨海夏朗德省的一个市镇，位于该省西南部，属于桑特区。

## 地理
皮萨尼（45°42'6"N, 0°46'53"W）面积6.59 平方千米，位于法国新阿基坦大区滨海夏朗德省，该省份为法国西部滨海省份，北起旺代省，西临大西洋，南至吉倫特省，东南接多爾多涅省，东北接德塞夫勒省接壤，东临夏朗德省。
与皮萨尼接壤的市镇（或旧市镇、城区）包括：科尔姆鲁瓦亚勒、吕沙、圣罗曼德伯内、泰扎克、瓦尔宰。

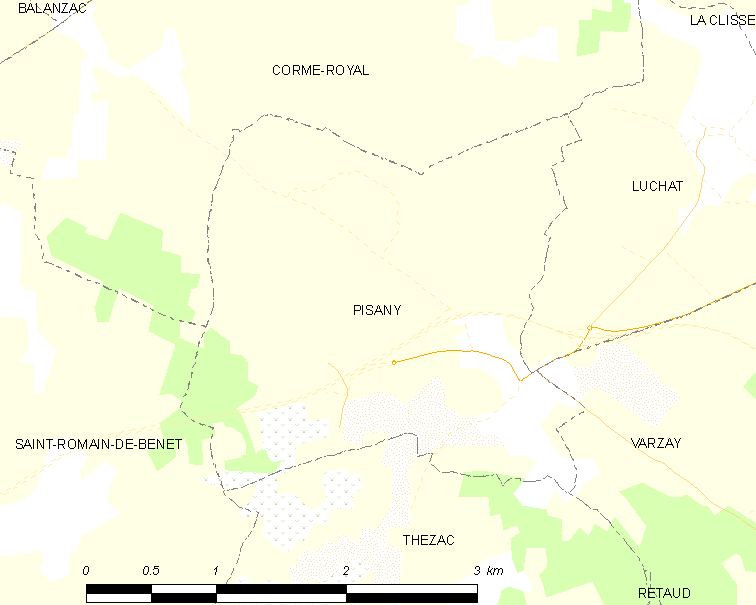
皮萨尼的OSM定位图

皮萨尼的时区为UTC+01:00、UTC+02:00（夏令时）。

## 行政
皮萨尼的邮政编码为17600，INSEE市镇编码为17278。

## 政治
皮萨尼所属的省级选区为泰纳克县。

## 人口

1962-2008年间皮萨尼人口变化图示

皮萨尼于2022年1月1日时的人口数量为775人。